# Acmaeoderella gibbulosa
Acmaeoderella gibbulosa es una especie de escarabajo del género Acmaeoderella, familia Buprestidae. Fue descrita científicamente por Ménétriés en 1832.

## Distribución geográfica
Habita en el Paleártico.